# Mahora (Albacete)
Mahora és un municipi situat al nord de la província d'Albacete que es troba a 27 km de la capital de la província. En 2005 té 1.379 habitants, segons dades del INE: 705 dones i 674 homes; són 1.370 en 2006. Banyen el terreny els rius Xúquer i Valdemembra, el que fa possible l'expansió del regadiu.
En l'actualitat, el riu Valdemembra està sec. L'economia de Mahora està basada principalment en l'agricultura (cereals i la vinya). 2.500 Ha de vinyes, que donen treball a nombrosos cellers, el producte dels quals es comercialitza sota la prestigiosa denominació d'origen "La Manchuela".